# Charles Aubert
Marie Jacques Charles Aubert (Châteauneuf-sur-Loire, 24 gennaio 1848 – Parigi, 7 giugno 1915) è stato un ammiraglio francese, capo di stato maggiore della Marine nationale dal 1911 al 1913 e poi ancora dal 1914 al 1915 durante la prima guerra mondiale.

## Biografia
Nato a Châteauneuf-sur-Loire il 24 gennaio 1848, Aubert entrò all'accademia navale nel 1864 conseguendo il 2 ottobre 1867 la qualifica di aspirante ufficiale; dopo un imbarco sulla fregata corazzata Gloire nel 1868 passò alla Circé, unità dislocata nelle acque del Brasile e del Río de la Plata; nominato alfiere il 2 ottobre 1869, durante la successiva guerra franco-prussiana riportò in patria un bastimento mercantile prussiano catturato dai francesi davanti Montevideo. Negli anni successivi al conflitto svolse incarichi a bordo di unità dislocate nelle Antille, in Cina e nell'oceano Pacifico, venendo promosso tenente di vascello il 4 settembre 1876.
Dopo incarichi a terra presso l'osservatorio meteorologico di Parc Montsouris e presso la base navale di Cherbourg, nel 1879 studiò presso la scuola di difesa anti-sommergibili di Boyardville ottenendo quindi, nel 1881, il suo primo comando, quello della torpediniera No. 1 di stanza a Cherbourg; l'11 gennaio 1881 fu insignito dell'onorificenza di cavaliere della Legion d'onore. Dal gennaio 1885 comandò l'avviso Ardent di stanza nella colonia del Senegal, ma l'anno successivo tornò a comandare varie torpediniere della base di Cherbourg; promosso capitano di fregata il 6 gennaio 1891, l'anno successivo divenne comandante delle difese fisse della base di Cherbourg passando poi a comandare l'incrociatore Davout di stanza nel mar Mediterraneo. Il 28 dicembre 1894 ottenne l'onorificenza di ufficiale della Legion d'onore, passando quindi a comandare l'incrociatore Troude sempre nel Mediterraneo.
Promosso capitano di vascello il 2 gennaio 1989, alternò alcuni incarichi di stato maggiore a terra a quello del comando degli incrociatori Châteaurenault e Jauréguiberry nel Mediterraneo. Insignito dell'onorificenza di commendatore della Legion d'onore il 5 aprile 1903, lo stesso anno divenne comandante delle forze navali francesi stanziate in Tunisia con insegna sull'incrociatore Tempête; il 19 ottobre 1903 ottenne una promozione al grado di contrammiraglio. Tra il 1905 e il 1909 Aubert servì presso lo stato maggiore generale della Marina, venendo promosso a viceammiraglio il 23 maggio 1907 e venendo insignito dell'onorificenza di grand'ufficiale della Legion d'onore il 23 luglio 1909.
Dal gennaio 1911 fu comandante della 2ª Squadra del Mediterraneo con insegna sulla nave da battaglia Saint-Louis, passando al comando della 3ª Squadra nel luglio dello stesso anno. Nel novembre 1911 divenne capo di stato maggiore dell'interna Marine nationale, mantenendo l'incarico fino al gennaio 1913 quando si ritirò dal servizio attivo; nel mentre, il 31 dicembre 1912, era stato insignito della Gran croce della Legion d'onore. Cinque mesi dopo lo scoppio della prima guerra mondiale, nel dicembre 1914 Aubert fu richiamato in servizio riprendendo l'incarico di capo di stato maggiore della Marina in sostituzione del pari grado Louis-Joseph Pivet. Aubert mantenne l'incarico solo per poco più di sei mesi, visto che il 7 giugno 1915 morì per cause naturali a Parigi; nel 1930 gli fu riconosciuta la qualifica di Mort pour la France.